# Krasheninnikovita
La krasheninnikovita és un mineral de la classe dels sulfats. Rep el nom en honor de Stepan Petrovich Krasheninnikov (Степа́н Петро́вич Крашени́нников) (11 de novembre de 1711 - 8 de març de 1755), un dels primers científics que va investigar la península de Kamtxatka. El volcà Krasheninnikov també rep el nom en honor seu.

## Característiques
La krasheninnikovita és un sulfat de fórmula química KNa₂CaMg(SO₄)₃F. Va ser aprovada com a espècie vàlida per l'Associació Mineralògica Internacional l'any 2011. Cristal·litza en el sistema hexagonal.

## Formació i jaciments
Va ser descoberta a l segon con d'escòria de l'avanç nord de la Gran erupció fissural del volcà Tolbàtxik, que es troba a l'óblast de Kamtxatka (Districte Federal de l'Extrem Orient, Rússia). També ha estat descrita, dins el mateix volcà, a la fumarola Arsenàtnaia. Aquests dos indrets són els únics de tot el planeta on ha estat descrita aquesta espècie mineral.